# Turanodinia coccidarum
Turanodinia coccidarum är en tvåvingeart som beskrevs av Stackelberg 1944. Turanodinia coccidarum ingår i släktet Turanodinia och familjen tickflugor. Inga underarter finns listade i Catalogue of Life.